# Wahlbezirk Tirol 14
Der Wahlbezirk Tirol 14 war ein Wahlkreis für die Wahlen zum Abgeordnetenhaus im österreichischen Kronland Tirol. Der Wahlbezirk wurde 1907 mit der Einführung der Reichsratswahlordnung geschaffen und bestand bis zum Zusammenbruch der Habsburgermonarchie.

## Geschichte
Nachdem der Reichsrat im Herbst 1906 das allgemeine, gleiche, geheime und direkte Männerwahlrecht beschlossen hatte, wurde mit 26. Jänner 1907 die große Wahlrechtsreform durch Sanktionierung von Kaiser Franz Joseph I. gültig. Mit der neuen Reichsratswahlordnung schuf man insgesamt 516 Wahlbezirke, wobei mit Ausnahme Galiziens in jedem Wahlbezirk ein Abgeordneter im Zuge der Reichsratswahl gewählt wurde. Der Abgeordnete musst sich dabei im ersten Wahlgang oder in einer Stichwahl mit absoluter Mehrheit durchsetzen. Der Wahlkreis Tirol 14 umfasste folgende Gerichtsbezirke und Gemeinden:
- Gerichtsbezirk Lana
- Gerichtsbezirk Kaltern
- Gerichtsbezirk Neumarkt in Tirol
- die Gemeinden Altrei (Anterivo) und Truden (Trodena) aus dem Gerichtsbezirk Cavalese
- die Gemeinden Laurein, St. Felix, Unsere Liebe Frau im Walde aus dem Gerichtsbezirk Fondo
- die Gemeinde Proveis (Gerichtsbezirk Cles)

Aus der Reichsratswahl 1907 ging Emil von Leys (Christlichsoziale Partei) als Sieger hervor Bei der Reichsratswahl 1911 konnte sich von Leys erneut im ersten Wahlgang durchsetzen.

## Wahlen

### Reichsratswahl 1907
Die Reichsratswahl 1907 wurde am 14. Mai 1907 (erster Wahlgang) durchgeführt. Eine Stichwahl entfiel auf Grund der absoluten Mehrheit von von Leys im ersten Wahlgang.
| Kandidat                                                                    | Partei                             | Wahlkreisstimmen | Prozent |
| --------------------------------------------------------------------------- | ---------------------------------- | ---------------- | ------- |
| Emil von Leys                                                               | Christlichsoziale Partei           | 4681             | 58,9 %  |
| Schrott                                                                     | Konservative Partei                | 2989             | 37,6 %  |
|                                                                             | Deutschfreiheitliche Partei        | 182              | 2,3 %   |
| Franz Krenn                                                                 | Sozialdemokratische Arbeiterpartei | 70               | 0,9 %   |
| Sonstige                                                                    |                                    | 23               | 0,3 %   |
| Wahlberechtigte: 9136, Ungültige/Leere Stimmen: 69, Wahlbeteiligung: 87,7 % |                                    |                  |         |

### Reichsratswahl 1911
Die Reichsratswahl 1911 wurde am 13. Juni 1911 (erster Wahlgang) durchgeführt. Die Stichwahl entfiel auf Grund der absoluten Mehrheit von von Leys im ersten Wahlgang.
| Kandidat                                                                    | Partei                             | Wahlkreisstimmen | Prozent |
| --------------------------------------------------------------------------- | ---------------------------------- | ---------------- | ------- |
| Emil von Leys                                                               | Christlichsoziale Partei           | 4001             | 55,6 %  |
| Johann Dissertori                                                           | Konservative Partei                | 2495             | 34,7 %  |
| Matthias Quinz                                                              | Deutschfreiheitliche Partei        | 526              | 7,3 %   |
| Franz Krenn                                                                 | Sozialdemokratische Arbeiterpartei | 168              | 2,3 %   |
| Sonstige                                                                    |                                    | 10               | 0,1 %   |
| Wahlberechtigte: 9496, Ungültige/Leere Stimmen: 35, Wahlbeteiligung: 76,2 % |                                    |                  |         |